# Saint-Sébastien (Le Granit)
Pour les articles homonymes, voir Saint-Sébastien.
Saint-Sébastien est une municipalité du Québec située dans la MRC du Granit en Estrie.

## Toponymie
Saint-Sébastien est nommée en l'honneur du saint auxiliaire Sébastien.

## Histoire
Fondée en 1846 par des colons de Saint-Anselme, Sainte-Claire, Saint-Lambert (Lévis) et Saint-Charles-de-Bellechasse, elle devient le canton d'Aylmer en 1855. L'église de Saint-Sébastien est terminée en 1889. En 1974 la municipalité de village et la municipalité de paroisse fusionnent pour créer la municipalité de Saint-Sébastien.

### Chronologie
- 1er juillet 1855 : Érection du township d'Aylmer.
- 11 mars 1933 : Érection du village de Saint-Sébastien.
- 22 novembre 1958 : Le township d'Aylmer devient la paroisse de Saint-Sébastien.
- 15 mars 1975 : Fusion de la paroisse de Saint-Sébastien et du village de Saint-Sébastien et création de la municipalité de Saint-Sébastien.

## Géographie
Elle est traversée par la route 263.
Le crénon de la rivière aux Bluets Sud est situé au centre de la municipalité.

## Démographie
| 1996 | 2001 | 2006 | 2011 | 2016 | 2021 |
| ---- | ---- | ---- | ---- | ---- | ---- |
| 799  | 811  | 752  | 697  | 657  | 692  |

## Administration
Les élections municipales se font en bloc pour le maire et les six conseillers.
| Saint-Sébastien Maires depuis 2002                                                                                   |                   |         |          |
| Élection | Maire             | Qualité | Résultat |
| 2002 | Marcel Proteau    |         | Voir     |
| 2005 | Marcel Proteau    | Voir    |          |
| 2009 | Marie Douce Morin |         | Voir     |
| 2013 | France Bisson     |         | Voir     |
| 2017 | France Bisson     | Voir    |          |
| 2021 | France Bisson     | Voir    |          |
| Élection partielle en italique Depuis 2005, les élections sont simultanées dans toutes les municipalités québécoises |                   |         |          |

## Économie
Sa principale industrie est la transformation du granit, elle fait partie d'une des régions qui compte le plus de compagnies dans le domaine du granit versus le nombre d'habitants : Groupe Polycor, A.Lacroix Granit, Summum granit et Granit Plus.
On y trouve aussi La Maison du Granit, située sur le flanc est du Morne de Saint-Sébastien qui expose et explique l'héritage des tailleurs de pierre de la région.
L'agriculture, la production laitière, l'industrie forestière et l'exploitation de plusieurs érablières y sont aussi importantes.

## Galerie

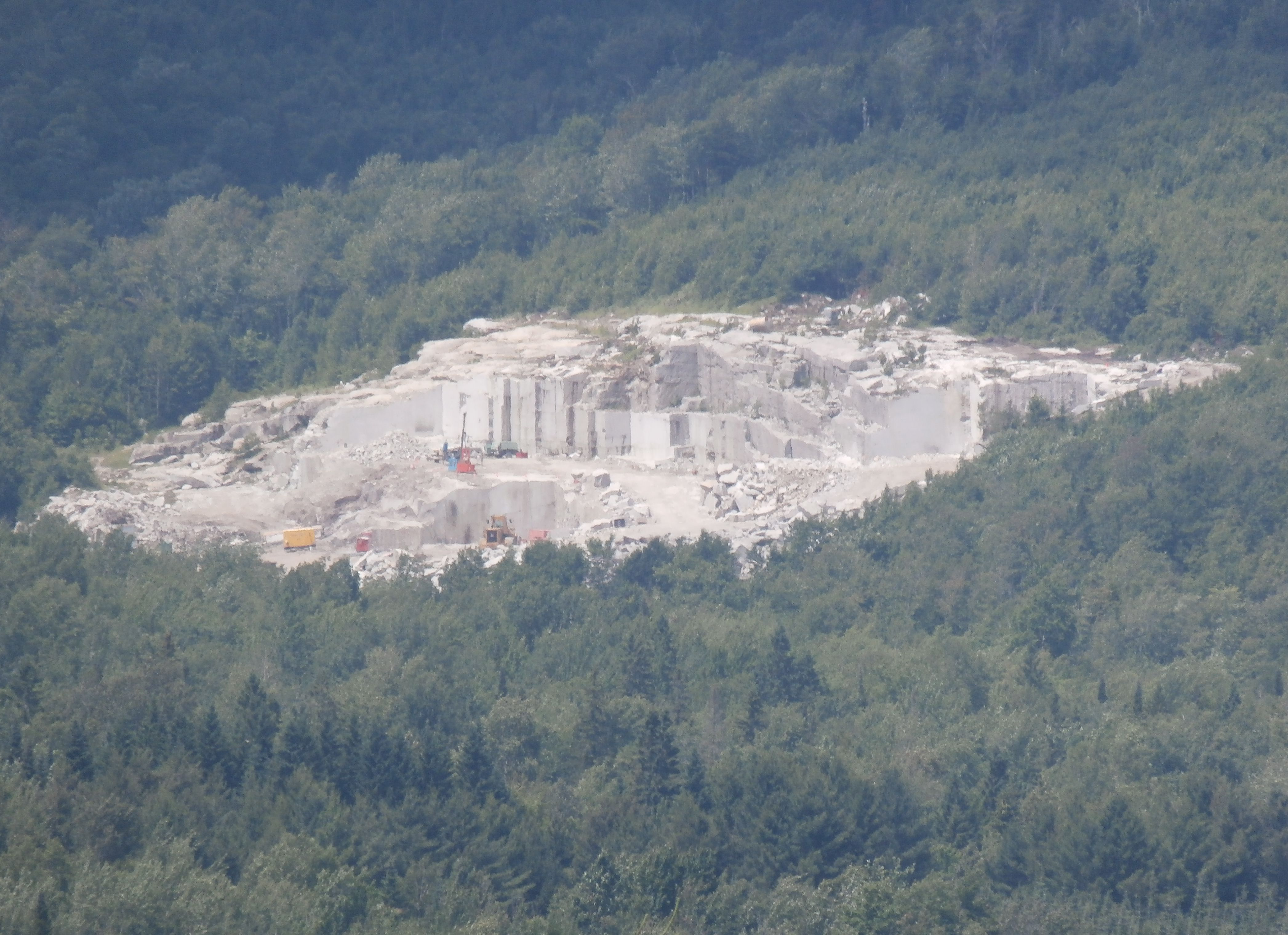
Carrière de granit près de Saint-Sébastien (Québec).
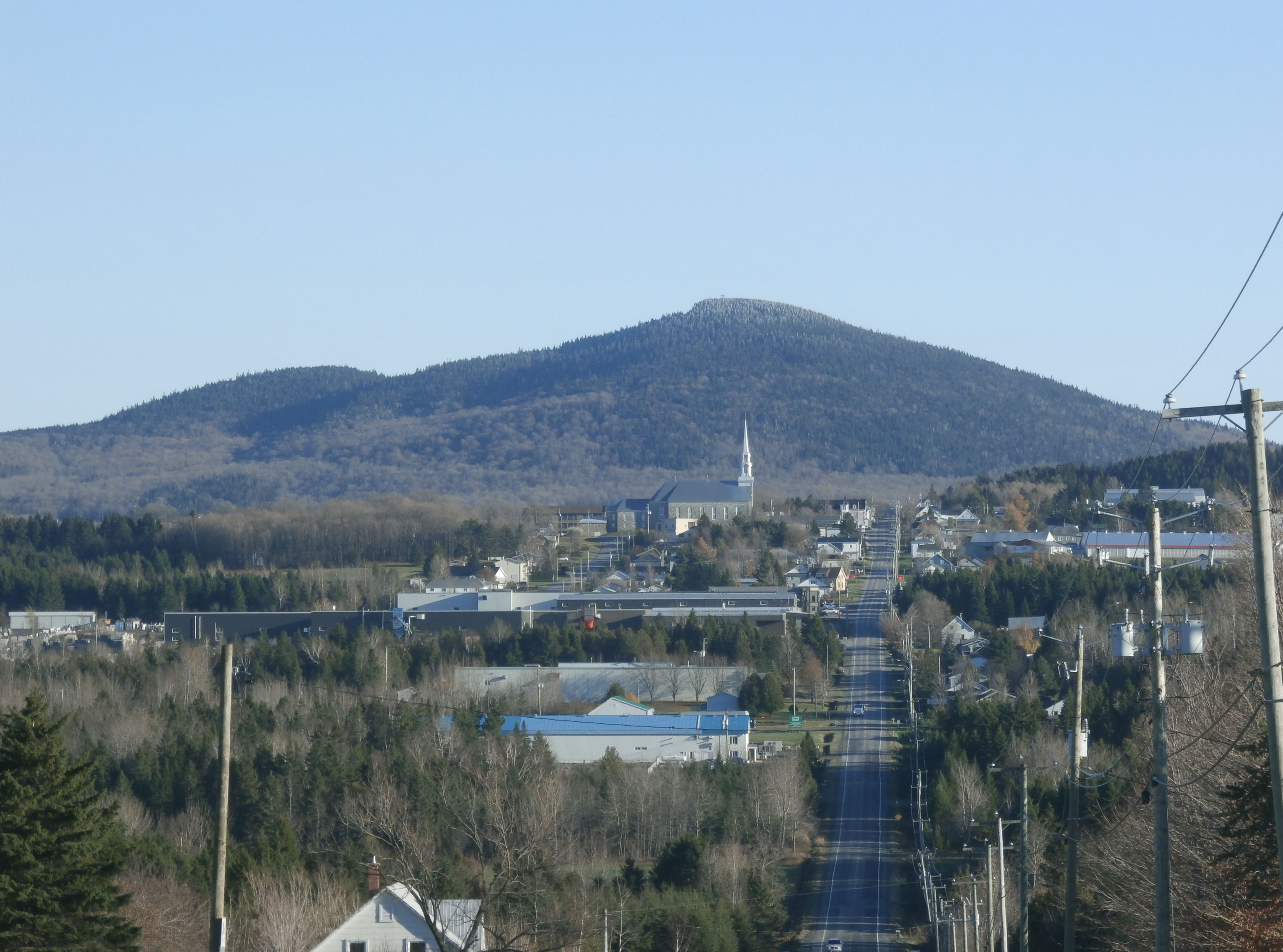
Village de St-Sébastien avec ses usines.
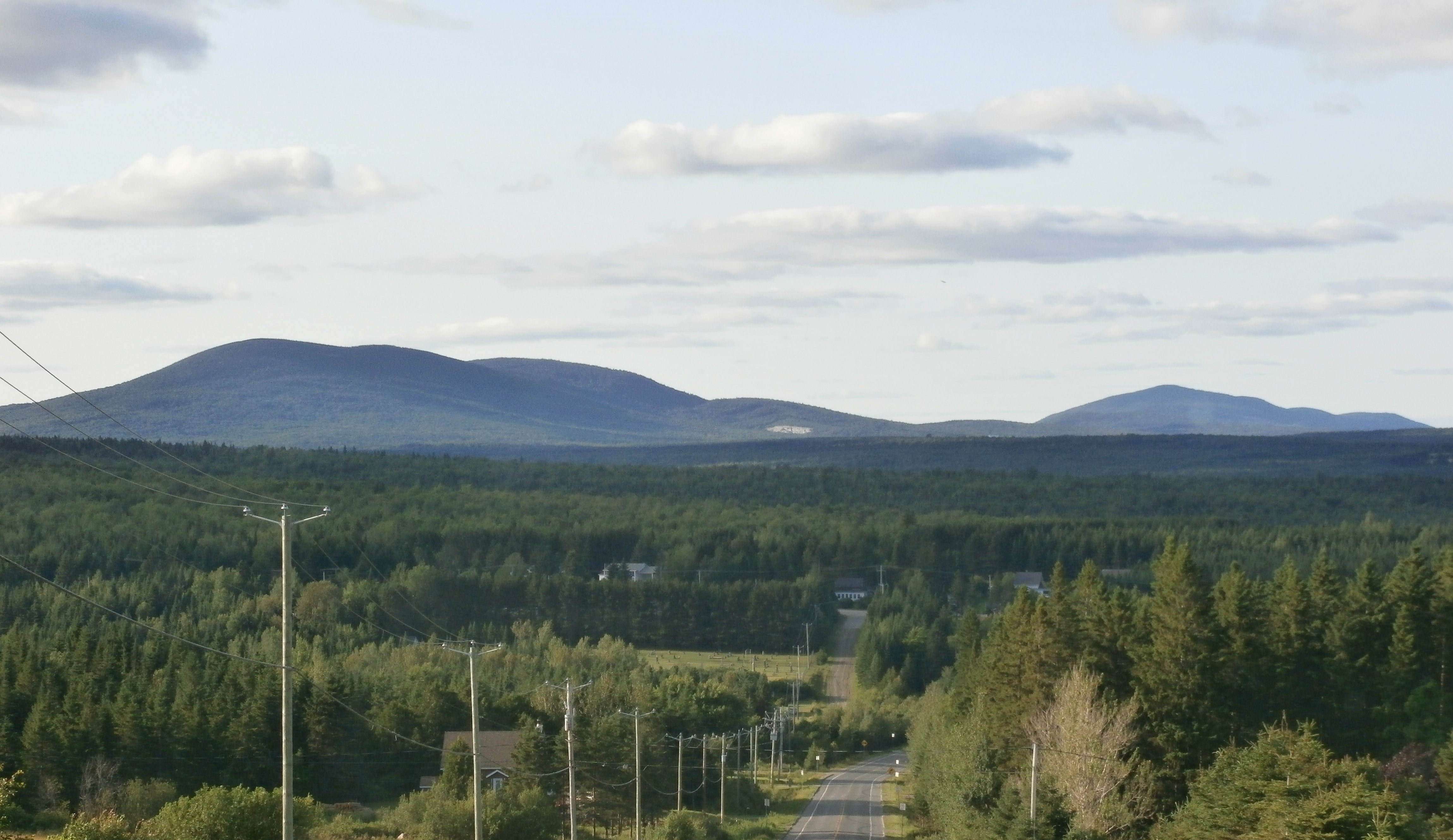
Le mont Sainte-Cécile et le morne de Saint-Sébastien  (Pluton de Saint-Sébastien–Sainte-Cécile).
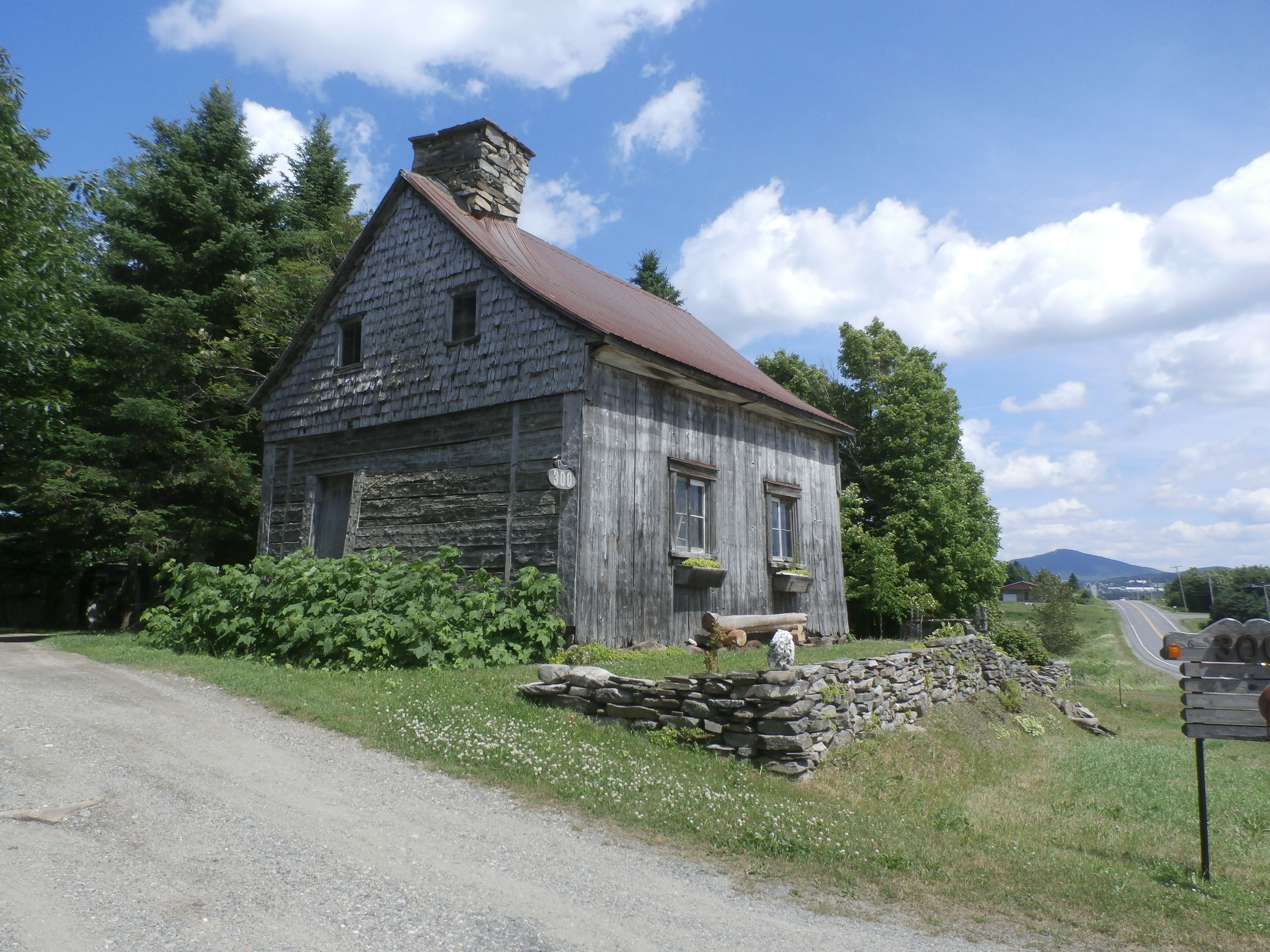
Maison Royer, maison historique construite en 1847, sur la route 263[4].